# Estación Urdaneta
Urdaneta es la décimo-cuarta estación de la Línea 1 del Tren Ligero de Guadalajara en sentido norte a sur, y la séptima en sentido opuesto; es además una de las estaciones a nivel de calle (superficial), situada sobre Av. Cristóbal Colón a su cruce con Av. Fray Andrés de Urdaneta de cuya avenida toma su nombre. 
La estación presta servicio a las colonias Jardines de la Cruz en el costado poniente de la avenida Colón, y a Colón Industrial en el costado oriente de la misma.
Su logotipo es el perfil estilizado del Fraile, y detrás de él, una de las Carabelas de Cristóbal Colón.

## Curiosidades
- En marzo de 2012 la estación fue remodelada junto con otras 5 del tramo superficial sur de la Línea 1 debido a preparativos hechos para un proyecto fallido de construir una Línea 3, la cual conectaría al municipio de Tlajomulco de Zúñiga con la Línea 1.
- Con la remodelación se construyeron cuartos de Enclavamientos desde donde se controla el nuevo sistema de Línea 1.

## Puntos de interés
- Preparatoria n.º 5 de la U. de G.
- Parroquia del Divino Salvador.
- Mercado de Abastos.
- Escuela Primaria Urbana Cristóbal Colón
- Parroquia de Getzemani de la Cruz

- Datos: Q6157387